# House Select Committee on Assassinations
Le House Select Committee on Assassinations, ou HSCA (nom complet U.S. House of Representatives Select Committee on Assassinations), en français : Comité restreint de la Chambre des Représentants sur les assassinats, est une commission d'enquête créée par la Chambre des représentants des États-Unis (l'une des deux chambres du Congrès américain) en 1976 pour enquêter sur l'assassinat de John F. Kennedy et celui de Martin Luther King. Le HSCA enquêta jusqu'en 1978 et remit son rapport en 1979.
Pour ce qui concerne l'assassinat du président Kennedy, le HSCA confirma l’essentiel des conclusions techniques de la Commission Warren, mais conclut que le président avait vraisemblablement été tué des suites d'une conspiration au cours de laquelle quatre coups de feu avaient été tirés : trois par Oswald, qui tuèrent le président, et un quatrième tir venant de face au président qui avait manqué son but. On entend par conspiration un partenariat établi dans un but criminel.
Pour ce qui concerne l'assassinat du Dr Martin Luther King, le HSCA conclut que l'assassin était James Earl Ray, mais qu'il y avait sans doute eu conspiration.

## Création

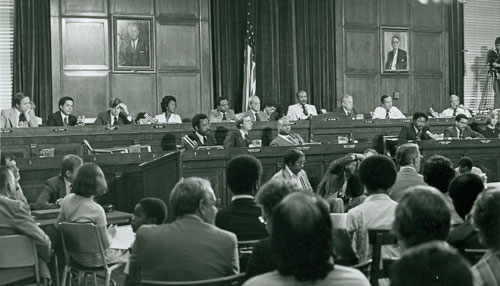
Une réunion de la chambre.

Plusieurs faits conjoncturels et sociaux, internes et externes à la société américaine, expliquèrent la création du HSCA :

### Au niveau des assassinats
- Les travaux des chercheurs indépendants parus dès l'édition du rapport de la Commission Warren, tels ceux du journaliste américain Edward Jay Epstein ou français comme Léo Sauvage, de Thomas Buchanan, de Sylvan Fox, Mark Lane, Richard E. Sprague, ou d'Harold Feldman, Sylvia Meagher qui en partant des mêmes éléments arrivaient à des conclusions complètement différentes contribuèrent à la remise en cause de la version officielle[1],[2].
- Des membres de la Commission Warren, eux-mêmes critiquaient les conclusions du rapport initial dont notamment Richard Russel et Hale Boggs (ce dernier ayant disparu dans un accident d'avion jamais élucidé en 1972). Ils critiquaient également la théorie de la balle magique et avaient demandé lors du la rédaction du rapport de la Commission Warren que leur désaccord soit inscrit, ce qu'ils n'obtinrent pas[1],[2].
- Les assassinats conjugués de John Fitzerald Kennedy en 1963 (pour lequel il fut prouvé que les agences de renseignements n'avaient pas collaboré honnêtement à l'enquête menée par la Commission Warren à la suite des révélations de la Commission Church), des militants des droits pour l'égalité comme Malcolm X en 1965 et Martin Luther King ou Robert F. Kennedy en 1968 dans des circonstances également sujettes à une remise en cause de la version officielle contribuèrent à alimenter la défiance de la population vis à vis des enquêtes officielles menées par les autorités.
- Une demande de l'opinion publique de plus en plus pressante pour réexaminer les conclusions de la Commission Warren sur l'assassinat du président Kennedy se manifesta plus particulièrement après que le film d'Abraham Zapruder fut diffusé à la télévision américaine le 6 mars 1975, dans l'émission, Good Night America, montrant notamment l'étonnant mouvement en arrière du président après le tir à la tête alors que, selon l'enquête, Lee Harvey Oswald était dans son dos (le film ayant été conservé à l'abri des regards du grand public par le magazine Life propriété de la compagnie Time-life, dans un coffre-fort et qui n'avait pas publié en 1963 les clichés relatifs à l'impact de la balle mortelle. Il fut diffusé uniquement en 1969 au cours du procès intenté contre Clay Shaw, à la suite du travail du procureur Jim Garrison qui avait contraint Time Life par décision de justice à lui fournir l'original. Des copies pirates circulèrent par la suite renforçant les interrogations de la population). 87% des américains doutaient en 1975 de la version officielle[1],[2].

### Au niveau institutionnel
- La défaite militaire et la crise politique et morale issue de la guerre du Vietnam qui secouèrent le pays dans les années 1960 et 1970, et les révélations issues des Pentagon Papers en 1971 par le New York Times amenèrent l'opinion publique américaine à remettre en cause les institutions officielles du pays, son modèle de vie et la politique qui y étaient menés à l'intérieur comme à l'extérieur[2].
- Le scandale du Watergate en 1974, impliquant directement la présidence des États-Unis et plus spécifiquement le rôle joué par le président Richard Nixon lui-même qui sera contraint de démissionner en août 1974, soumis à une mesure d'impeachment du Congrès américain, contribua à aggraver le déficit de confiance de la population dans son gouvernement et la défiance vis à vis des institutions[2].
- Les conclusions de la commission d'enquête sénatoriale de 1975 à 1976, la Commission Church, du nom de son président, le sénateur Frank Church, à la suite des activités illégales des agences fédérales révélées par la presse durant le scandale du Watergate conduisirent à un examen approfondi critique de la part du Congrès des méthodes, objectif et résultats de ces dernières. Les investigations sénatoriales démontrèrent l'implication de la CIA dans les assassinats ou tentatives d'assassinat de chefs d'État étrangers tels que Patrice Lumumba, Fidel Castro à Cuba, Rafael Trujillo ou Ngo Dinh Diem et, scandale plus grave encore, des activités illégales sur le sol des États-Unis des agences du renseignements dont celles du F.B.I, de l'IRS, de la NSA et de la CIA. Il fut révélé que cette dernière avait notamment réalisé plusieurs activités d'espionnage et effectué le fichage de plus de 300 000 citoyens américains comme notamment des opposants à la guerre du Vietnam. En effet, créée en 1947, la C.I.A avait en effet l'interdiction formelle d'agir dans les frontières du pays, rôle dévolu exclusivement au F.B.I[2].
- La Commission Church conduisit également une enquête sur l'assassinat de John F. Kennedy le 22 novembre 1963, aboutissant à la conclusion que les agences fédérales le F.B.I et la C.I.A avaient manqué à leurs devoirs et responsabilités et que l'enquête menée sur l'assassinat avait été déficiente[1],[3].

Tous ces faits réveillèrent et alertèrent l'opinion publique américaine sur les agissements de leurs propres institutions officielles et contribuèrent à une prise de conscience sur les dysfonctionnements du système démocratique américain dans son ensemble,.

## Création du comité du HSCA
Thomas Downing (en), un représentant démocrate du Congrès qui croyait à la conspiration et remettait en cause la version officielle du rapport Warren dont la Commission avait été créée par le pouvoir exécutif, fut nommé président du HSCA et désigna Richard Sprague (en), premier assistant du District Attorney (procureur de district) de Philadelphie, conseiller en chef.
Sprague assembla rapidement une équipe de 170 juristes et soumit, le 8 décembre 1976, un budget de 6,5 millions de dollars. Il y eut des résistances vu l'importance du budget présenté et Sprague commença à subir des attaques relatives à certaines affaires qu'il avait traitées.
Après plus d'un an d'immobilisme et de luttes intestines, Louis Stokes, un représentant de l'Ohio, devint le nouveau président du HSCA. Richard Sprague accepta de démissionner pour être remplacé par Robert Blakey le 29 mars 1978 et le HSCA put commencer ses travaux.
Ses membres la composant furent :  
- Louis Stokes (en) (1925 - .).
- Lunsford Richardson Preyer (en) (1919 - 2001).
- Walter Edward Fauntroy (1933 - .).
- Yvonne Brathwaite Burke (1932 - .).
- Christopher Dodd (1944 - .).
- Harold Eugene Ford Sr. (en) (1945 - .).
- Floyd James Fithian (1928 - 2003).
- Robert William Edgar (en) (1943 - .).
- Samuel Leeper Devine (en) (1915 - 1997).
- Stewart B. McKinney (1931 - 1987).
- Charles Thone (1924 - .).
- Harold Samuel Sawyer (en) (1920 - 2003).
- George Robert Blakey (en) (1936 - .).

Différents panels d'experts, médicaux, photographiques, balistiques, acoustiques, etc., travaillèrent sur les éléments en la possession du HSCA tandis que des témoins, dont certains avaient déjà été entendus par la Commission Warren étaient auditionnés.
En définitive, le HSCA qui fut à la différence de la commission Warren, une commission d'enquête parlementaire, coûta 5,5 millions de dollars et utilisa les services de 250 personnes.

## Les limites et les apports du HSCA
Le HSCA, malgré ses pouvoirs et son personnel, s'est également heurté à des obstructions volontaires — notamment dans la transmission des documents ou enquête de la part des agences de renseignements gouvernementales (dont la C.I.A. et le F.B.I.) — et encore à la mort subite de témoins-clés des événements (cités à comparaître ou désireux de le faire) et ce parfois, à quelques jours ou quelques heures de leurs auditions devant le comité[réf. nécessaire].
Toutefois, son travail d'enquête a été beaucoup plus libre par rapport à la Commission Warren de 1963, où les témoignages touchant la sphère des Services Secrets avaient été préparés par Allen Dulles (ex directeur tutélaire de la C.I.A. limogé en novembre 1961 par John Fitzgerald Kennedy à la suite du fiasco du débarquement de la baie des cochons d'avril 1961).

### Exemples des limites du travail du HSCA
Certains éléments en possession des services secrets et notamment de la CIA ne furent pas transmis au comité : ce fut le cas des enregistrements vocaux et des photos réalisés par la CIA d'un individu se faisant passer pour Lee Harvey Oswald au consulat soviétique en septembre 1963 à Mexico (ce que le F.B.I. de J. Edgar Hoover avait détecté et communiqué à la présidence lors de l'enquête sur l'assassinat en 1963). Ces enregistrements et photographies, pièces essentielles pour l'accusation, furent détruits par la centrale de renseignements en 1976 avant le démarrage du HSCA,. Le HSCA fit un travail d'enquête approfondi sur le déplacement d'Oswald à Mexico (nommé le rapport Lopez) qui ne fut pas publié avant 1992 (voir plus bas) comme en parallèle les travaux sur les photographies et radios de l'autopsie qui ne furent pas montrées au public.
La CIA n'a pas communiqué non plus le dossier sur Oswald, gardant ce dernier secret pendant plus de 15 ans de 1963 à 1978, et n'en communiquant qu'une version quasiment vide au comité -alors qu'il aurait du contenir plus d'une trentaine de documents. De même, le HSCA ne put obtenir les notes des services secrets de la Marine (l'Office of National Intelligence ou O.N.I.) dont avait fait partie Oswald et contenues dans son dossier. Ces dernières n'avaient pas été transmises en 1963 par l'ONI à la Commission Warren. Le HSCA ne put que constater leur destruction effectuée en 1973 « par routine ».
Lors de ses travaux, le HSCA fut informé de l'existence du film de Charles L. Bronson qui avait filmé le Texas Book Depositary quelques instants avant les tirs. Il avait été confisqué et gardé secret par le FBI depuis 1963 durant plus de 15 ans sous la raison invoquée qu'il ne montrait pas les étages du Texas Book Depositary. Rendu public et obtenu par le journal le Dallas Morning News, ce film démontrait la présence claire de deux personnes au 5e étage du dépôt de livres. Le HSCA demanda un complément d'enquête au bureau fédéral d'enquête dont les résultats restent toujours inconnus à ce jour,.
Le HSCA s'est également intéressé à une note manuscrite envoyée au chercheur indépendant Penn Jones (en). Envoyé en 1975 depuis Mexico, la note écrite par Oswald indiquait le 8 novembre 1963 :"Cher M Hunt je souhaiterais avoir des informations concernant ma position. Je ne demande que des informations. Je propose que nous en discutions avant qu'aucune étape ne soit franchie par moi ou par quiconque. Merci. Lee Harvey Oswald". Les conclusions au sujet de cette note examinée par la chambre des représentants sont restées inconnues. Le Mr Hunt fut un temps considéré comme H.L Hunt, milliardaire texan, farouche adversaire de Kennedy (son fils paya les célèbres avis de recherches pour trahison distribués le jour de l'attentat) et soutien de Johnson mais l'espion Howard Hunt. Ce dernier était également avec l'agent David Philipps Atlee impliqué dans la lutte anti-castriste pour la CIA et avait participé à l'organisation du débarquement de la baie des cochons opération qui se solda par un échec massif renforçant le régime de Fidel Castro. Il fut ultérieurement impliqué dans le scandale du Watergate est désormais considéré comme l'intéressé puisqu'il dirigea la station CIA de Mexico pendant près de 15 ans,.
Le HSCA fut également informé de la découverte dans le garage de Roscoe White, policier présent au Dealey Plaza selon Beverly Oliver, le 22 novembre 1963, et mort en 1971, de photos inédites de Lee Harvey Oswald portant un fusil, un revolver et tenant à la main un journal communiste. Les pièces furent transmises au dossier mais aucune enquête ne fut effectuée.
Certains témoins essentiels à l'affaire furent entendus à huis clos et leurs auditions ne furent pas rendues publiques. Ce fut le cas de celle de Beverly Oliver (dont le film pris le jour même de l'attentat fut confisqué par l'agent du FBI, Régis Kennedy, à son domicile le 25 novembre 1963) ; celui de Marita Lorenz (ancienne maîtresse de Fidel Castro recrutée et retournée par l'agent de la CIA Frank Sturgis pour des opérations anti-castristes) ; celle du docteur Pierre Antoine Finck qui avait conduit l'autopsie du corps du président à l'Hôpital militaire de Bethesda sur les ordres des militaires américains ; ou encore le témoignage de l'agent de la CIA David Philips Atlee (qui avait participé au débarquement de la Baie des Cochons, en poste à Mexico dans les années 1960 et impliqué dans l'envoi de faux documents (voir plus bas)) qui fut entendu par Richard Sprague, premier conseiller spécial du HSCA avant son remplacement par George Blakey.
Certains témoins qui devaient passer devant le HSCA ne purent le faire ou ne se présentèrent pas. Ce fut le cas de Carlos Prío Socarrás (ancien président de Cuba) qui disait détenir une preuve d'une rencontre entre l'agent de la CIA Frank Sturgis et le mafieux Jack Ruby. Il fut retrouvé mort le 5 avril 1977 suicidé d'une balle dans la poitrine avant son audition. De même, George de Mohrenschildt, qui avait déclaré que Lee Harvey Oswald n'était qu'un pigeon et que la vérité devait être recherchée du côté du monde des services secrets, devait être entendu par le HSCA. Il fut retrouvé mort, le 27 mars 1977 l'après-midi du jour où il avait rendez-vous avec un enquêteur du HSCA. Cependant le HSCA, à la différence de la Commission Warren, estima qu'il travaillait bien pour la CIA (voir détail plus bas),. Enfin, Charles Chuckie Nicoletti, homme de main de la pègre et proche de Sam Giancana, suspecté d'être un des tireurs sur Dealey Plaza et convoqué par la HSCA, fut retrouvé mort le 29 mars 1977 avec 3 balles dans la nuque. Le policier Lieutenant Dean responsable du transfert d'Oswald le matin du 24 novembre 1963, ne se présenta pas également pour être auditionné par le comité bien qu'il ait été appelé à le faire (voir plus bas).
Le HSCA n'a pas également répondu au souhait formulé par l'intermédiaire de son avocat par le docteur personnel de John F. Kennedy, le docteur George Bukley de témoigner devant le comité. Il faut également noter qu'il n'avait également pas été convié à témoigner devant la Commission Warren en 1964, alors qu'il avait été présent au cours de la parade présidentielle à Dallas, au Parkland Hospital, à bord d'Air Force One puis lors de l'autopsie au Bethesda Naval Hospital et avait signé le certificat de décès.
Malgré ses obstructions, limites et zones d'ombres que le HSCA n'a pas su, pu ou voulu gérer de manière adéquate, il a, en revanche, apporté de nouveaux éléments et révélations.

### Exemples des apports du HSCA
Globalement, le HSCA a confirmé et officialisé plusieurs résultats obtenus par les enquêteurs indépendants sur l'affaire Kennedy comme le procureur de La Nouvelle-Orléans Jim Garrison et notamment la présence d'éléments et d'entités et/ou de personnes liées directement à la sphère des services de renseignements,.
Le comité a également prouvé que la C.I.A. n'a pas véritablement coopéré. Elle possédait sur Lee Harvey Oswlad un dossier portant la cote 201 indiquant que soit la personne présentait un intérêt dans le cadre d'une surveillance ou bien travaillait pour la centrale de renseignements. Le dossier, gardé secret durant 15 ans par la CIA, fut transmis au HSCA. Ce dernier constata qu'il était quasiment vide, alors qu'il aurait dû contenir une dizaine de documents.
Richard Helms (directeur de la CIA de 1973 à 1976) a reconnu devant le comité que lors du voyage de Lee Harvey Oswald le menant en Russie, où il transita le 8 octobre de Londres au 10 octobre 1959 à Helsinki en Finlande, qu'il était impossible en raison des horaires des vols aériens Londres-Helsinki de l'époque d'arriver à cette date sans l'assistance d'un vol militaire, ce qui suggère donc une assistance gouvernementale.
Le département de la Justice, le F.B.I., la C.I.A. et la Commission Warren furent tous critiqués pour la qualité des enquêtes menées et pour la façon dont ils avaient informé la Commission Warren,.
Le Secret Service fut critiqué pour la faiblesse de la protection du président qui fut affaiblie entre le défilé à Houston le 21 novembre et de Dallas le 22 novembre 1963. Lors du défilé à Houston, le HSCA nota que 33 motards - dont 6 sur les flancs mêmes de la limousine présidentielle - furent déployés pendant tout le parcours. Ce qui ne fut pas le cas à Dallas 24 heures plus tard. Le HSCA a indiqué que : " Les modifications apportées par le Secret Service au plan initial de déploiement des motos du département de police de Dallas ont empêché l'utilisation d'un maximum de précautions de sécurité".
Le HSCA a également mis en lumière une information révélée en 1975 indiquant que l'agent James Hosty avait détruit -quelques heures seulement après le décès d'Oswald, le 24 Novembre 1963- une note que ce dernier avait déposée à l'antenne de Dallas du FBI plusieurs jours auparavant. James Hosty a toujours affirmé que cette destruction avait été demandée par Gordon Shanklin (chef du bureau de Dallas), qui nia par la suite avoir donné cette instruction. Le House Select Committee on Assassinations examina les circonstances de l'incident et remit en cause la crédibilité de Shanklin.
Lors de la reconstitution des tirs qui furent effectués sur Dealey Plaza, le tireur du HSCA -qui devait reproduire les tirs attribués à Lee Harvey Oswald depuis le 5ème étage du Texas Book Depositary- indiqua que lors du second tir, sa vue sur la position de la limousine et de ses occupants qui s'éloignaient était si obstruée par le chêne présent en bas du bâtiment qu'il empêchait tout ajustement correct du tir.
Les représentants de la Chambre furent également extrêmement critiques envers les trois médecins pathologistes, les commandants James Humes, J. Thornton Boswell et le lieutenant-colonel Pierre Fink, qui avaient réalisé l'autopsie à l'hôpital militaire de Bethesda, concluant que ces derniers ne disposaient pas d'un entraînement ni de l'expérience suffisante pour interpréter les blessures par balle - à la différence de l'équipe médicale de l'Hôpital du Parkland Hospital le 22 novembre 1963 qui prit en charge le président moins de 10 minutes après les tirs. Le HSCA établit que ce fut sous la direction directe des militaires présents dans la salle que fut réalisée l'acte médical, leur interdisant d'explorer la trajectoire des balles, de sonder les blessures ou d'examiner les vêtements de la victime,. À la différence de la Commission Warren, le HSCA eut accès aux photos et aux radiographies de l'autopsie. Il contesta l'authenticité de certaines et nota la disparition de celles montrant le torse du président,.
Bien qu'il critique la manière dont l'autopsie de JFK a été réalisée, le médecin légiste Werner Spitz (en) consulté par la Commission se rallie aux conclusions de l'autopsie et considère que Lee Harvey Oswald est l'assassin et a agi seul.
Néanmoins, les praticiens présents au Parkland Hospital dans une interview donnée au journal le Baltimore Sun en 1979, ont tous indiqué que les photos publiées par le HSCA indiquant deux entrée de balles par l'arrière à la base du cou ressortant à l'avant et en haut du crane (tir mortel), ne correspondent pas aux blessures constatées lors de la prise en charge du président le 22 Novembre 1963 moins de 10 min après les tirs. Ils ont tous témoigné, y compris devant la Commission Warren, de la présence d'une blessure par balle entrante à l'avant du cou située au niveau du nœud de cravate et d'un arrachement massif de la région occipito-pariétale, située à l'arrière droit du crâne du président avec une entrée par la tempe droite,. Ces faits ont été également corroborés par la découverte le 23 Novembre 1963 sur Dealey Plaza, d'un morceau d'occiput droit par un étudiant en médecine, Billy Harper à 25 pieds ____ l'arrière gauche de l'emplacement de la limousine au moment du tir fatal à la tête. Alerté à ce sujet, le bureau du FBI de Dallas reçu l'ordre de ne faire aucune publicité à ce sujet,.
Les praticiens du Parkland Hospital furent réinterrogés sous serment lors des travaux de l'ARRB mis en place après la loi JFK Act de 1992 à la suite d'une demande de l'opinion publique devenue croissante après la diffusion du film JFK de 1991. Ils maintinrent leurs déclarations initiales sur les blessures constatées le 22 novembre 1963 et réaffirmèrent la présence d'une blessure d'entrée au niveau de la gorge, d'une seconde à la tempe droite avec une blessure de sortie de 7 cm de diamètre due à un arrachement osseux dans la région occipito-pariétale l'arrière droit du crane du président avec la perte d'un tiers du tissu cérébral.
Il faut également noter que le cerveau du président durci dans le formol et qui aurait permis de reconstituer la provenance des tirs, est déclaré comme manquant aux Archives Nationales Américaines. Le praticien, médecin-légiste et ancien président de l'Académie américaine de médecine légale, Cyril Wecht, qui avait demandé à l'examiner en 1972 et qui dut en constater la disparition, a également déclaré que l'autopsie réalisée au Bethesda Hospital sous la direction contrainte des autorités militaires, fut réalisée de manière extrêmement superficielle, incomplète et incompétente et qu'elle ne pourrait être acceptée dans le traitement d'un cas d'homicide aux États-Unis,,.
Le comité découvrit également que le policier Dean - qui ne se présenta pas aux auditions sous serment du comité - chargé de la sécurité lors du transfert de Lee Harvey Oswald le 24 novembre 1963, lorsqu'il fut assassiné par le mafieux Jack Ruby, avait également des liens avec Joseph Civello (le lieutenant du parrain de Dallas, Carlos Marcello). Le HSCA confirma également les liens avérés entre Jack Ruby (l'assassin de Lee Harvey Oswald) et le milieu de la pègre dont il était un des membres et ses relations notamment avec les parrains Carlos Marcello, Santo Trafficante Junior et Sam Giancana (eux-mêmes très impliqués dans les actions illégales de la CIA contre le régime de Fidel Castro à Cuba) et qualifiant de "naïves" les conclusions du rapport de la commission Warren. Le rapport du HSCA indiqua que comme Carlos Marcello, violemment expulsé par Robert F. Kennedy -attorney général- en avril 1961 vers le Guatemala lors de sa lutte contre le crime organisé et revenu illégalement sur le territoire des États-Unis et défendu par Guy Banister dans l'attente de son procès _,_ Trafficante avait également « le mobile et les possibilités de faire assassiner » le président John Fitzgerald Kennedy. Trafficante, convoqué par la HSCA, se réfugia derrière la protection offerte par le cinquième amendement de la constitution américaine tandis que Carlos Marcello niait les accusations portées contre lui. Par la suite, dans les années suivantes, il argumentait que sa maladie d'Alzheimer l'empêchait de se souvenir de quoi que ce soit.
Le HSCA a considéré avec beaucoup plus de profondeur les liens qui unissaient l'aristocrate russe et géologue Guy de Mohrenschildt à Lee Harvey Oswald à son retour d'U.R.S.S.  C'est sur la demande de la CIA, en la personne de l'agent J. Walton Moore, que Guy de Mohrenschildt dit avoir pris contact et permis à Oswald à s'introduire et de se faire connaître au sein de la communauté des russes blancs américains anti-communistes en 1962. Il lui permit également d'obtenir un emploi dans une entreprise travaillant pour l'armée américaine et lui permit de faire la connaissance de Ruth Paine, épouse d'un ingénieur de Bell Hélicoptère, qui lui obtint un emploi en octobre 1962 au Texas Book Depositary. Lors des travaux du HSCA, Guy de Mohrenschildt déclara avant sa disparition (intervenue le jour même de son rendez-vous avec l'enquêteur du HSCA) qu'il fallait rechercher la vérité dans la sphère des services de renseignements. À la différence de la Commission Warren, qui voyait en lui un simple ami de Lee Harvey Oswald, le HSCA vint à estimer que Guy de Mohrenschildt était un agent contractuel de la CIA.
Le HSCA a également mis en lumière des éléments qui avaient volontairement été ignorés par la Commission Warren et notamment les liens reliant l'ancien Marine Lee Harvey Oswald au détective privé Guy Banister. En effet, lors de son activité de militant pro-marxiste pour le comité qu'il avait créé et dont il était l'unique membre (le Fair Play for Cuba Committee (FPCC), l'adresse 544 Camp Street -adresse officielle des bureaux de l'agence de détectives privés de Guy Banister à la Nouvelle-Orléans- apparut sur les tracts d'Oswald.
Ancien chef de la police de Dallas, ancien agent du FBI et ancien agent de l'Office Naval Intelligence (O.N.I.), les services secrets de la marine, dont faisait partie Oswald, lié à la John Birch Society (société prônant la suprématie blanche), Guy Banister était chargé des opérations anti-castristes appointées par la CIA et le FBI sur le territoire des États-Unis. Il avait participé à la logistique de l'opération montée par la CIA du débarquement de la Baie des cochons en avril 1961. Son bureau de détectives privés (en réalité une couverture) servait de lieu de rassemblement aux cubains anti-castristes entraînés militairement dans les environs par la CIA et également au Cuban Revolutionnary Council (CRC) dirigé par Sergio Arracha Smith (lui-même financé par le parrain de la Nouvelle-Orléans Carlos Marcello) et d'entreposage d'armes. Cette structure permettait de dissimuler les opérations illégales de la CIA sur le sol américain. En effet, fondée en 1947, la CIA avait l'interdiction formelle d'intervenir sur le sol des États-Unis d'Amérique -rôle dévolu exclusivement au FBI de J. Edgar Hoover.
À la suite de la crise cardiaque mortelle de Guy Banister intervenue en juin 1964, l'ensemble de ses dossiers furent saisis par les agences de renseignements gouvernementales fédérales en présence de sa veuve. Lorsque le HSCA en demanda la communication au cours de ses travaux, il dut en constater la destruction, seul restants les étiquettes des dossiers parmi lesquelles figuraient les intitulés suivants : - C.I.A 20-10, munitions et armes 32-1, programme de droits civiques de J.F.K. 15-6, Comité de soutien à Cuba 23-7, Amérique Latine 23-1, destruction base missiles - Turquie et Italie 15-16. À la différence de la Commission Warren et du FBI qui avaient conclu à un intérêt mineur dans leur enquête de cet aspect de la vie de l'ancien marine sans creuser davantage au motif que leur enquête n'avait pas révélé la présence de Lee Harvey Oswald au 544 Camp Street, le HSCA révéla au contraire plusieurs témoins qui confirmèrent la présence de Lee Harvey Oswald au sein de l'antenne illégale de la CIA dont les frères Allen et Daniel Campbell, anciens marines recrutés par Guy Banister, sa secrétaire Delphine Roberts ou encore son propre frère. Dans le carnet d'adresse de Lee Harvey Oswald fut retrouvé également les coordonnées de plusieurs anti-castristes notoires,.
Le HSCA a révélé plusieurs témoins confirmant l'existence d'un lien entre Lee Harvey Oswald et David Ferrie. Ce dernier intervenait dans les opérations anti-castristes en tant que pilote, spécialisé dans les opérations aériennes périlleuses de livraison d'armes au sein de l'agence de détectives privés de Guy Banister. Il fut l'un des meilleurs livreurs d'armes pour Cuba.
Le HSCA a prouvé que Lee Harvey Oswald a assisté à une discussion en compagnie de David Ferrie. De même, Delphine Roberts a témoigné que Lee Harvey Oswald était allé en compagnie de David Ferrie dans un camp d'entraînement pour les exilés cubains anti-castristes, (camps qui furent, par la suite, fermés par le FBI sur ordre de la présidence de J.F.K. pour respecter l'accord de neutralité sur Cuba à la suite de la crise des missiles d'octobre de 1962 afin de permettre à une solution diplomatique d'émerger pour apaiser les relations entre les deux pays).
Le 4 août 1978, au cours des travaux du comité, un article paru dans le journal The Spotlight de Victor Marchetti (en) (ancien assistant au directeur de la CIA dont l'ouvrage sur son ancien employeur fut censuré en 1978), écrivait qu'un mémorandum signé par James Angleton (le chef du service de contre-espionnage) et de Richard Helms (le directeur de la CIA de 1973 à 1976) sur la présence d'un élément de la CIA à Dallas le 1963-11-22. Ce document expliquait que la centrale de renseignements devrait prendre les mesures nécessaires pour expliquer la présence à Dallas le 22 novembre 1963, de Heverett Howard Hunt un agent du service Executive Action (le service responsable des actions clandestines de la CIA, pour l'élimination des leaders étrangers menant une politique défavorable aux États-Unis, et notamment intervenu sur les actions contre le régime castriste). Le HSCA convoqua en conséquence l'ancien agent Howard Hunt et également Richard Helms pour témoigner sous serment devant le comité. Le HSCA put obtenir seulement que Howard Hunt déclara avoir été présent chez lui le 22 novembre 1963. Toutefois, il fut par la suite condamné en 1985 lors du procès en appel dans l'action qu'il avait intenté contre Spotlight, le procès ayant prouvé que l'agent avait tellement changé de version que les jurés estimaient que Spotlight était en droit de se poser la question. Victor Marchetti a également déclaré avoir la conviction que David Ferrie avait travaillé pour la CIA en citant pour preuve, le vent de panique qui souffla sur le quartier général de l'agence de renseignements à Langley en Virginie, lorsque le procureur Jim Garrison se mit à enquêter sur les activités de l'ancien pilote lors de son enquête sur l'assassinat de John Fitzgerald Kennedy.
Le HSCA interrogea Richard Helms pour savoir si l'emploi par la CIA d'éléments issus du crime organisé pour accomplir leur mission de renverser le régime cubain castriste était moralement acceptable. Le directeur de la CIA répondit que cette association "contre-nature" était liée au manque de temps auquel était confronté l'agence de renseignements et qu'il fallait agir au plus vite au cours des années 1960.
Le HSCA apporta un éclairage particulier sur les conditions du retour de Lee Harvey Oswald de son voyage d'U.R.S.S.: il n'avait alors subi aucun contrôle de la part des agences fédérales du renseignement (FBI, CIA) en pleine guerre froide. Ces agences qui luttaient contre l'idéologie communiste, pour extirper toute influence marxiste au sein des États-Unis et ce, au moyen d'actions illégales si nécessaires (fichage et écoutes notamment qui furent révélées par les travaux de la Commission Church en 1976), avaient alors prétexté une surcharge de travail.
William Colby, le directeur de la CIA de septembre 1973 à janvier 1976, témoigna devant le comité sénatorial en 1976 que les conditions de retour faciles d'Oswald étaient dues à la masse de travail résultant des nombreuses personnes revenant d'U.R.S.S. Cependant, en 1993, il fut révélé que le parcours d'Oswald avait en réalité été suivi minutieusement par la CIA, son interrogatoire par le FBI avait également été transmis à la centrale et que son courrier était ouvert et contrôlé avant tout envoi dans le cadre de l'opération illégale HTLINGUAL (information confirmée par un rapport secret de la CIA rédigé par Robert Robarge rendu public en 2013 sur le site des archives nationales). Il bénéficia également à son retour d'une aide financière qui lui fut accordée par le ministère de la santé, car son voyage en U.R.S.S. avait été réalisé avec l'accord du département d'État américain.
Le HSCA a également étayé les affirmations d'Antonio Veciana (en), membre et chef de la brigade secrète anti-castriste Alpha 66. Cet agent, malgré la demande d'arrêt intégral de toutes les mesures d'agression contre le régime de Fidel Castro par l'administration Kennedy à la suite de la crise des missiles de 1962 avait reçu l'ordre par son officier traitant (Maurice Bishop) à la CIA de continuer les opérations de sabotage afin d'empêcher toute détente entre l'U.R.S.S. et les États-Unis et également pour reprendre l'offensive par rapport à Cuba. Le portrait-robot établi correspondait au visage de David Atlee Phillips (en), agent de la CIA qui avait collaboré à la désastreuse opération de débarquement de la baie des cochons montée par la CIA.
Veciana a également témoigné que Maurice Bishop -qu'il avait rencontré à plusieurs reprises avec Lee Harvey Oswald en août 1963- lui avait demandé quelques mois après l'assassinat de corrompre un agent des services secrets cubains (Guillermo Ruiz) afin que celui-ci clame qu'il était la personne que Lee Harvey Oswald avait rencontré lors de son voyage en octobre 1963 à Mexico.
Le HSCA a également confirmé la crédibilité du témoignage de Annie et Silvia Odio relatif à la visite à leur appartement en fin septembre 1963 à Dallas de trois hommes membres se réclamant de l'organisation anti-castriste JURE (Cuban Revolutionnary JUnte fondée le 23 juillet 1962); l'identification de Lee Harvey Oswald par les deux sœurs fut positive. Le HSCA conclut à la manœuvre avec pour objectif d'impliquer dans l'assassinat l'organisation politique de centre-gauche JURE par le biais de la présence de l'ancien marine. Le HSCA a également critiqué l'insuffisance du travail d'enquête et de recherches du FBI et de la Commission Warren à ce sujet.
Le HSCA a également estimé, à la différence de cette dernière (Comm. Warren), que de nombreuses apparitions de Lee Harvey Oswald -ou supposée tel quel à plusieurs endroits et moments différents avant le 22 novembre 1963 et qui avaient été ignorés par l'enquête initiale de la Commission Warren de 1963- ont également eu pour objectif de compromettre l'ancien marine. Parmi les événements collectés par le HSCA, on peut noter les suivants : l'achat et l'essai d'une voiture (alors qu'Oswald n'avait pas de permis); le montage et le réglage d'une lunette sur un fusil chez un armurier à Irving (sachant que la lunette du fusil Machiner Carcano retrouvé et supposé être l'arme du crime était déréglée); l'usage d'une arme dans un stand de tir où le supposé Oswald tira sur plusieurs cibles du stand appartenant à d'autres tireurs et en s'excusant, ayant cru tirer sur J. F. Kennedy.
Le HSCA exclut après enquête également la responsabilité du régime castriste à Cuba dans toute participation d'une tentative d'assassinat contre John Fitzgerald Kennedy. Fidel Castro accepta de répondre en personne aux représentants du HSCA le 3 avril 1978, confirmant que des tractations diplomatiques secrètes étaient en cours avec le président défunt pour un apaisement des relations diplomatiques entre Cuba et les États-Unis, tentative de rapprochement qui fut interrompue immédiatement après les événements du 22 novembre 1963 par l'administration du président Lyndon B. Johnson.
Le HSCA a déterminé que le changement progressif de politique de l'administration John Fitzgerald Kennedy à l'égard de Cuba -d'abord avec l'échec de l'invasion de la Baie des Cochons en avril 1961, puis plus durablement avec la crise des missiles d'octobre 1962, afin d'apaiser les relations avec durablement le régime cubain et pour ouvrir de nouvelles perspectives- a contribué à braquer, au sein des nombreux groupes d'opérations paramilitaires la frange la plus radicale des Cubains anti-castristes, des agents de renseignement américains et des criminels mafieux qui ont poursuivi leurs opérations pour renverser le régime de Fidel Castro malgré les demandes d'arrestations formelles de la Maison Blanche.

## Conclusions
Dans son rapport remis en mars 1979, et consultable en ligne sur le site de la fondation Mary Ferrell en anglais, le HSCA conclut que :
- il y a plus de trois tirs au Dealey Plaza le 22 novembre 1963 à Dallas sur un délai de 8,31 secondes ; le premier (à 12:30:47.0), le second (à 12:30:48.6) et le quatrième (à 12:30:55.3) tirs provenaient du Texas Book Depositary et le troisième tir (à 12:30:54.6)[14] venant de la butte gazonnée (Grassy knoll) ;
- Lee Harvey Oswald a tiré trois fois vers le président. Le second et le troisième tir l'ont touché ; le troisième tir l'a tué ;
- le second tir d'Oswald a été responsable des blessures non fatales du président et de l'ensemble des blessures du gouverneur Connally (validant ainsi la théorie de la balle unique, notamment du fait de l'analyse par activation neutronique)[réf. nécessaire] ;
- des preuves acoustiques montrent, avec une grande probabilité, que deux personnes ont tiré vers le président Kennedy. Ces preuves acoustiques reposèrent, mais pas uniquement, sur un enregistrement dictabelt d'un motard de la police de Dallas, qui contient quatre impulsions sonores correspondant à quatre coups de feu. L'un de ces coups a été tiré depuis le monticule situé à droite et en avant de la voiture présidentielle, entre la pergola et le viaduc, selon les experts Mark Weiss et Ernest Aschkenasy[26]. Le HSCA n'a pu identifier le second tireur, qui aurait raté sa cible ;
- Oswald a tué l'officier de police J. D. Tippit et a aussi tenté de tuer le général Edwin Walker[réf. nécessaire].

Le HSCA estime donc que le président Kennedy a « probablement été assassiné dans le cadre d'une conspiration ». Les membres de cette probable conspiration ne sont pas identifiés, le comité ne disposant pas des preuves formelles nécessaires. Cependant, le HSCA a estimé que ni le gouvernement soviétique, ni le gouvernement cubain, ni le Secret Service, ni le FBI, ni la CIA ne sont impliqués dans l'assassinat. Il estime par ailleurs que ni le crime organisé ou les mouvements anti-castristes ne sont impliqués, mais que les preuves disponibles ne permettent pas d'exclure la participation individuelle de leurs membres dans la conspiration,.
Ayant remis son rapport, le HSCA demanda au département de la Justice de reprendre l'enquête sur l'assassinat de Kennedy. Le ministère mis huit ans pour répondre, sur cinq feuillets, en reprenant les conclusions du rapport Warren considérant qu'aucun nouvel élément ne permettait de conclure à l'existence d'une conspiration.
L'historien Thierry Lentz critique cette désinvolture et il estime que le rapport du HSCA remplace le rapport Warren de 1964. Pour expliquer cette décision, il rappelle que le président Ronald Reagan et son vice-président George H. W. Bush (ex directeur de la C.I.A. de 1976 à 1978), souhaitaient dans les années 1980 faire reprendre confiance à leur pays en évitant de raviver les blessures du passé.
Avec le recul, le HSCA, en soutenant les conclusions du rapport de la commission Warren mais en confortant l'hypothèse de la conspiration, voulait éviter une remise en cause plus profonde et déstabilisante de la vérité officielle. En effet, comme le note l'historien Thierry Lentz, le HSCA, en révélant que la Commission Warren et avec elle, l'appareil fédéral américain dans son entier, c'est-à-dire, l'administration Johnson, les institutions officielles, la police de Dallas, le F.B.I. et la C.I.A., avaient menti au plus haut niveau, la chambre des représentants se trouvait alors contrainte de valider l'hypothèse inévitable d'une conspiration prenant sa source dans l'appareil d'État fédéral américain lui-même.

## Les documents du H.S.C.A. et le dossier Lopez
Les dossiers de travail du HSCA furent classés secrets à l'issue de l'enquête jusqu'en 2029. Cependant, ils furent rendus publics à partir de  1994 par la loi américaine sur la collecte des dossiers d'assassinat de John F. Kennedy (en), votée en 1992 à la suite de la diffusion du film JFK d'Oliver Stone en 1991,,.
Ces nouveaux éléments permirent de connaître la façon dont avait été conduite l'enquête. L'ensemble des documents -dont des dépositions classées confidentielles et le très attendu rapport Lopez (consultable en ligne en anglais) qui relatait le voyage de Lee Harvey Oswald à Mexico en septembre 1963- furent rendus accessibles aux chercheurs.
C'est durant ce voyage (en septembre 1963) qu'une personne toujours inconnue à ce jour, se fit passer pour Lee Harvey Oswald lors de visites au consulat cubain et à l'ambassade soviétique -les 27 et 28 septembre 1963- et que des photos à partir d'une caméra de la C.I.A. furent prises. Le dispositif diplomatique soviétique étant sous surveillance constante à travers le monde de la part de la centrale de renseignements. Ces photos et des enregistrements audios téléphoniques d'un homme parlant russe avec hésitation (Lee Harvey Oswald le parlait couramment et avait validé un examen sur la base d'El Toro en 1959), avaient été produits dès le 22 novembre 1963, jour de l'assassinat du président Kennedy, par l'antenne mexicaine de la CIA et envoyés à Washington par l'agent David Atlee Phillips (en) (qui avait travaillé sur l'opération du débarquement de la Baie des cochons en avril 1961) affirmant qu'il s'agissait bien d'Oswald. À noter également que la CIA produisit un rapport d'enquête sur le voyage d'Oswald à Mexico en date du 31 janvier 1964 qui fut révélé et rendu public le 28 juillet 1993. Il y était indiqué qu'un ancien agent de la centrale (Gilberte Alvarado) avait produit une fausse déclaration visant à impliquer Oswald: ce dernier aurait reçu -au sein de l'ambassade cubaine à Mexico le 18 septembre 1963- 6,500 dollars en liquide pour éliminer quelqu'un,,,.
Par la suite, la CIA affirma que la caméra ne fonctionnait pas et qu'aucune photo n'avait été prise, le document qui fut diffusé par la suite prouvant le contraire (consultable en ligne). Les enregistrements audios réalisés, dont la CIA demanda à ce que toute mention de leur existence ne soit pas transmise à la Commission Warren, furent détruits en 1976 par la CIA « par routine » avant le démarrage des travaux du HSCA -alors qu'ils étaient des éléments fondamentaux de l'accusation,.
Parallèlement, David Atlee Philipps, un agent de la CIA, reconnut par la suite au cours d'un entretien avec le chercheur Mark Lane qu'aucune photo du véritable Lee Harvey Oswald n'avait été prise alors qu'il avait affirmé l'inverse pendant plusieurs années.
Le consul cubain Eusebio Azcue Lopez présent ces jours-là témoigna devant le HSCA que la personne qui s'était présentée ce jour-là et le suivant pour demander un visa pour Cuba ne correspondait pas à la description physique de Lee Harvey Oswald. L'employée et assistante du consul -Mme Sylvia Tirando Duran- qui avait également rencontré cet homme, donna un signalement qui ne correspondait pas non plus à Oswald. Mme Duran fut arrêtée par la police mexicaine sur ordre de la CIA, le 23 novembre 1963, le jour suivant de l'assassinat du président Kennedy. Et c'est à la suite d'une seconde et nouvelle détention qu'elle confirma uniquement l'identité de Lee Harvey Oswald. Elle témoigna devant le HSCA le 6 juin 1978 confirmant sa déclaration initiale,,,
En 1978, un câble de la CIA datant du 23 novembre 1963 fut découvert, dans lequel il était indiqué : " L'arrestation de Sylvia Duran est extrêmement sérieuse et pourrait compromettre la liberté d'action des États-Unis sur la question de l'entière responsabilité de Cuba",.
En 1993, une retranscription de la conversation téléphonique entre le directeur du F.B.I. (J. Edgar Hoover) et le président Lyndon B. Johnson fut rendue publique concernant le voyage d'Oswald au Mexique. À la question du président si le FBI avait pu établir qu'Oswald s'était rendu à l'ambassade soviétique à Mexico, Hoover répondait :   
"Non, c'est une affaire compliquée. Nous avons l'enregistrement et la photographie d'un homme qui était à l'ambassade soviétique et qui utilisait le nom d'Oswald. La photo et l'enregistrement ne correspondent ni à la voix, ni à l'apparence (d'Oswald). En d'autres termes, il apparaît qu'il y ait eu une seconde personne qui se soit rendue à l'ambassade soviétique".

## Controverse sur les preuves acoustiques
L'analyse d'un enregistrement qui aurait capturé des impulsions sonores à travers le microphone resté ouvert d'une moto de police roulant sur Dealey Plaza a été contestée d'une part par le ministère de la justice en 1980 et d'autre part, par une étude du National Research Council, :
- Il y aurait, au moment des impulsions sonores supposées être des coups de feu, également l'enregistrement d'une transmission sur un autre canal de la police (les transmissions d'un canal pouvait être entendues de manière faible sur un autre canal). Or, cet enregistrement est celui d'une intervention dont on sait qu'elle eut lieu après l'assassinat, et non pendant.
- L'officier de police dont le micro était censé être celui ayant enregistré les sons a suivi, sirène hurlante, la voiture du président qui fonçait vers Parkland, ce qui ne correspond pas à ce que le dictabelt a enregistré, qui est celui d'une moto dont le moteur tourne au ralenti (ce qui a permis de supposer que le microphone ayant effectué l'enregistrement se trouvait peut-être sur une moto qui attendait l'arrivée du président au Trade Mart).

Selon Robert Blakey, conseiller en chef du HSCA, cette étude du National Research Council n'explique pas pourquoi les détonations correspondent à la fois aux images du film de Zapruder et à la vitesse du cortège sur Dealey Plaza. 
Une nouvelle étude scientifique de D. B. Thomas critique les « erreurs » du National Research Council sur les interférences des deux canaux, et réhabilite les preuves acoustiques du HSCA.
Une nouvelle étude de la revue Science et Justice en 2001, remettant en cause la méthodologie du ministère de la Justice a également revalidé l'analyse initiale du HSCA. 

## Suites
Les travaux et les documents produits par le HSCA constituèrent de nouvelles bases de travail pour les chercheurs indépendants et contribuèrent à relancer l'enquête sur l'assassinat dans de nouvelles directions et en réunissant de nombreux documents et témoignages non rendus publics ou non pris en compte par la Commission Warren. La plupart des documents, en principe secrets jusqu'en 2029 pour le HSCA et 2039 pour la Commission Warren ont été rendus public par le travail de l'ARRB à la suite du JFK Act de 1992 à la suite du film d'olivier Stone JFK sorti sur les écrans en 1991,.
Des témoins et acteurs de l'époque ont également pu être interrogés par l'ARRB comme les praticiens du Parkland Hospital qui ont tous confirmé la présence d'une blessure de sortie sur la zone occipito-pariétale à l'arrière du crâne du président de 7 cm avec la perte d'un tiers des tissus cérébraux, avec un point d'entrée à la tempe droite suggérant un tir de face,.
Le conseiller principal du HSCA, Robert Blakey (en), a continué l'enquête à titre personnel en explorant la piste de la Mafia et plus spécifiquement sur la piste de Carlos Marcello, le parrain de La Nouvelle-Orléans qui avait été expulsé sans ménagement par les frères Kennedy durant leur guerre contre le crime organisé en Avril 1961. (Il écrivit à ce sujet un livre intitulé : The plot to kill Kennedy, paru en 1988).
Néanmoins, il lui fut reproché d'avoir orienté les résultats du HSCA dans ce sens en ignorant tous les aspects de l'affaire pouvant conduire vers le monde des services de renseignements américains et des connexions avérées entre ces derniers et la pègre -notamment pour éliminer Fidel Castro à Cuba, ayant signé un accord au moment du comité d'enquête avec le FBI et la CIA pour avoir accès à certains documents. Accord qu'avait refusé de signer le premier président du HSCA nommé en Octobre 1976 avant son remplacement par Robert Blackey, Richard A. Sprague, désireux de soumettre les agences fédérales à des entretiens sous serment de leur personnel et des examens approfondis de leurs dossiers,.
Robert Blakey a cependant corrigé sa position concernant l'implication des services secrets dans l'assassinat de Kennedy, point qui lui avait été reproché dans le résultat de l'enquête de 1979.
Il a notamment déclaré en 2003 au sujet de la C.I.A. "À présent, je ne crois plus à rien de ce que l’Agence ait dit au comité, à moins d'une corroboration substantielle auprès de l’extérieur de l’Agence. Nous savons maintenant que l'Agence n'a pas divulgué à la Commission Warren les plans de la CIA-Mafia visant à tuer Castro. Si la commission avait eu connaissance des complots, elle aurait suivi un chemin différent dans son enquête. L'Agence a unilatéralement privé la commission d'une chance d'obtenir toute la vérité, ce qui ne sera plus jamais connu. De manière significative, la conclusion de la Commission Warren selon laquelle les agences du gouvernement ont coopéré avec elle n’est, rétrospectivement, pas la vérité".
Il a également ajouté que par rapport à la collaboration de la CIA avec le HSCA : "Nous savons aussi maintenant que l'Agence a mis en place un processus qui n'aurait pu être conçu que pour empêcher le comité en 1976 d'obtenir la moindre information susceptible de nuire à l'Agence. Beaucoup m'ont dit que la culture de l'agence en est une de prévarication et de dissimulation et que vous ne pouvez pas lui faire confiance, ni à ses employés".
Il a été révélé en 1998 que l'officier de liaison choisi par la CIA pour se coordonner avec le comité, George Joannides, outre qu'il avait été un agent de la CIA pendant 30 ans, avait été aussi un membre du Cuban Student Directorate ou DRE. Il s'agissait d'une organisation anti-castriste créée, financée par la CIA dirigée par Carlos Bringuier. Elle avait participé à la diffusion publique des activités pro-castriste de Lee Harvey Oswald à la Nouvelle Orléans durant l'année 1963 lors d'une bataille de rue avant et après l'assassinat. En 2013, la CIA, malgré la loi sur la liberté de l'information, maintenait toujours confidentiels 295 documents relatifs aux activités anti-castristes de Joannides, décédé, et ce pour raison d'Etat,,.

## À ce jour
Le 20 janvier 2019, une demande formulée par 60 personnalités afin de rouvrir officiellement les enquêtes sur les assassinats de Malcolm X, Robert Kennedy, Martin Luther King et John Kennedy a été effectuée par le Comité de vérité et de réconciliation (consultable en ligne) dont font partie Robert Blakey, les enfants de Robert Kennedy, le cinéaste et réalisateur Oliver Stone, Daniel Ellsberg (le lanceur d'alerte sur les Pentagon Papers en 1971), ou encore le docteur Robert McClelland, l'un des chirurgiens du Parkland Memorial Hospital à Dallas intervenu sur JFK le 22 novembre 1963.